# Marek Uram
Marek Uram (* 8. September 1974 in Liptovský Mikuláš, Tschechoslowakei) ist ein ehemaliger slowakischer Eishockeyspieler, der über viele Jahre beim MHk 32 Liptovský Mikuláš,  HC Slovan Bratislava in der slowakischen Extraliga sowie bei Orli Znojmo in der tschechischen Extraliga aktiv war. Sein Bruder Peter Hurtaj ist ebenfalls ein professioneller Eishockeyspieler.

## Karriere
Uram begann seine Karriere in seiner Heimatstadt Liptovský Mikuláš, wo er alle Nachwuchsmannschaften des MHk 32 Liptovský Mikuláš durchlief. Während der Spielzeit 1993/94 gab er sein Debüt in der slowakischen Extraliga. Bis 2000 spielte er fast ausschließlich für seinen Heimatverein, nur in der Spielzeit 1997/98 spielte er für den HK Poprad. Während der Saison 1999/2000 wechselte er zusammen mit Peter Pucher in die tschechische Extraliga zum HC Znojemští Orli. Dort entwickelte er sich zu einem torgefährlichen Angriffsspieler, der in der Saison 2000/01 zum Topscorer der Extraliga wurde. Zum Ende der Spielzeit 2005/06 wechselte Uram dann zum HC Vítkovice Steel und kurze Zeit später zurück in die Slowakei zum HC Slovan.

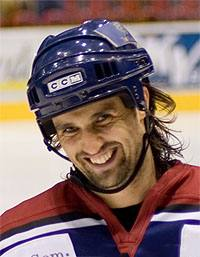
Marek Uram in der Saison 2006/07

In der Saison 2006/07 gewann er mit dem HC Slovan die slowakische Meisterschaft und wurde als MVP der Playoffs ausgezeichnet. Außerdem wurde er mit 43 Toren und 41 Assists in 67 Spielen Topscorer der Extraliga. Ein Jahr später gewann er mit Slovan erneut die Meisterschaft der Slowakei. Im Juni 2009 wurde Uram vom MHC Martin unter Vertrag genommen, für den er in den folgenden eineinhalb Jahren über 100 Spiele in der Extraliga absolvierte. Im Januar 2011, kurz vor Ende der Transferperiode, kehrte er zu Slovan Bratislava zurück.
Ab September 2011 stand er wieder bei seinem Heimatverein MHk 32 Liptovský Mikuláš unter Vertrag, kam aber aufgrund von Verletzungen nur selten zum Einsatz. In der folgenden Saison spielte er für die Orli Znojmo in der Erste Bank Eishockey Liga.
Im Juni 2013 verließ er die Adler aus Znojmo und wurde vom HK Nové Zámky verpflichtet, mit dem er am Saisonende die Meisterschaft der MOL Liga gewann.
Zwischen 2015 und 2019 spielte er erneut für seinen Heimatverein MHk 32, mit dem er 2016 aus der 1. Liga in die Extraliga aufstieg. In der Saison 2019/20 und 2021/22 ließ er seine Karriere beim MSK Žiar und MHK Kežmarok ausklingen. Zudem arbeitet er seit 2021 als Nachwuchstrainer bei seinem Heimatverein.

### International
Uram spielte bei der Weltmeisterschaft 2002 für die slowakische Nationalmannschaft und gewann mit dieser den Weltmeistertitel. Erst fünf Jahre später wurde er erneut in die Auswahl berufen und nahm an der Weltmeisterschaft 2007 in Moskau und Mytischtschi teil, wo er 2 Tore und 3 Assists erzielte.

## Erfolge und Auszeichnungen
- 2001 Topscorer der tschechischen Extraliga
- 2002 Gewinn der Weltmeisterschaft
- 2007 Gewinn der slowakischen Meisterschaft
- 2007 Topscorer der slowakischen Extraliga und Wahl ins All-Star Team
- 2008 Gewinn der slowakischen Meisterschaft
- 2014 Sieger der MOL Liga mit dem HK Nové Zámky